# Slaithwaite
Slaithwaite – wieś w Anglii, w hrabstwie ceremonialnym West Yorkshire, w dystrykcie metropolitalnym Kirklees. Leży 30 km na południowy zachód od miasta Leeds i 263 km na północny zachód od Londynu.